# تروفیم بیگو
تروفیم بیگو (فرانسوی: Trophime Bigot‎) ‏(۱۵۷۹–۱۶۵۰) همچنین با عنوان‌های شناخته شدهٔ دیگر از جمله، تئوفیل بیگو، یک نقاش فرانسوی از دوران باروک بود، عمدهٔ فعالیت او در رم و پروانس بود

## زندگی
بیگو در آرل به سال ۱۵۷۹ متولد گردید، کارها و طراحیهای ابتدایی خود را در همان‌جا انجام داد و بین سال‌های ۱۶۲۰ تا ۱۶۳۴، بیگوت در ایتالیا و شهر رم بود، در همان سال ۱۶۳۴ بود که در شهر خودش آرل شناخته و مشهور گردید که در آن نقاشی محراب سن لوران را با نام اصلی سن لوران محکوم به شکنجه را کشید، و همچنین تابلوی مشهور دیگر وی با نام عروج مریم مقدس با نام دیگر ویرجین یا همان باکره، که برای کلیساهای محلی بوده است، بین سال‌های ۱۶۳۸ تا ۱۶۴۲، او در اکس-آن-پروانس زندگی می‌کرد، همان جایی که بر روی کار مشابه دیگری از تابلوی خودش به نام ویرجین کار می‌کرد، بیگون مجدداً در سال ۱۶۴۲ به آرل بازگشت و فعالیت‌های خود را در آنجا و اوینیون از سر گرفت، همان جایی که او در کلیسای سن پیتر در سال ۲۱ فوریه ۱۶۵۰ به خاک سپرده شد

## نگارخانه

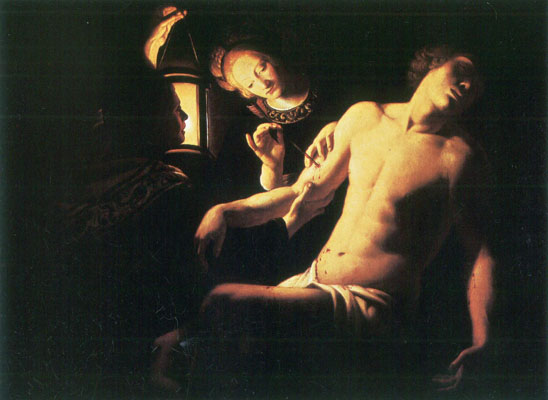
یکی از حداقل چهار نسخهٔ، سن سباستین با کمک سن ایرنه، نقاشی شده توسط بیگوت